# Konrad Carpzov

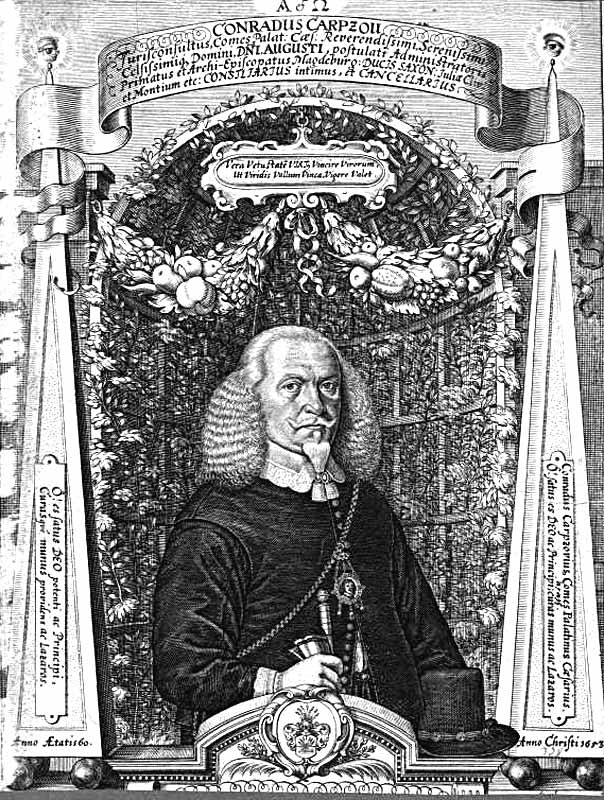
Konrad Carpzov

Konrad Carpzov (* 11. Juli 1593 in Wittenberg; † 12. Februar 1658 in Halle (Saale)) war ein deutscher Rechtswissenschaftler und Staatsmann.

## Leben
Konrad Carpzov war der älteste Sohn von Benedikt Carpzov dem Älteren. Er bezog nach dem Schulbesuch in Colditz die Universität Wittenberg. Sein Vater, der ihn und seinen Bruder bereits 1602 in die Matrikel der Wittenberger Universität eingeschrieben hatte, sorgte somit für ein kostenfreies Studium in Wittenberg.
Gemeinsam mit seinem Bruder Benedikt Carpzov dem Jüngeren besuchte er 1615 für ein Jahr die Universität Leipzig, ging dann an die Universität Jena und kehrte 1618 nach Wittenberg zurück, wo er gemeinsam mit seinem jüngeren Bruder am 16. Februar 1619 zum Doktor der Rechtswissenschaften promovierte. Im selben Jahr wurde er zum Hofrat bei Herzog Franz von Pommern berufen.
Als Herzog Franz gestorben war, kehrte er 1621 nach Wittenberg zurück, um eine Institutionenprofessur zu übernehmen. Damit konnte Carpzov zunächst die niederste ordentliche Professur an der Wittenberger Juristenfakultät besetzen. Gemeinsam mit seinem Kollegen Jeremias Reusner versuchte er die Vorlesungen in einer systematischen Methode durchzuführen. Jedoch mussten sie auf Weisung des Kurfürsten Johann Georg I. von Sachsen davon wieder absehen.
Da der Kurfürst mit den älteren Professoren der juristischen Fakultät unzufrieden war, rückte Carpzov nach dem Tod von Lucas Beckmann auf die zweite Professur und übernahm die Vorlesungen des Kodex. Ferner übernahm er auch am Wittenberger Hofgericht die Stelle eines Assessors, war Mitglied im Universitätskonsortium und im Dresdner Appellationsgericht.
1636 reiste er als kursächsischer Gesandter zum Kurfürstentag in Regensburg und war so bei der Wahl Ferdinands III. zum römischen König zugegen. Seine politische Aktivität verstärkte sich, als er 1638 zum Kanzler und Geheimrat beim zweiten Sohn von Johann Georg I., dem Administrator August von Magdeburg, bestallt wurde und nach Halle (Saale) an dessen Regierungssitz ging. Hier verstarb er als Erzbischöflicher Primat 1658.

## Genealogie
Konrad Carpzov heiratete in erster Ehe am 17. Juni 1622 in Magdeburg Maria Lentke (* 25. Mai 1603 in Magdeburg; † 9. Dezember 1631 in Wittenberg), Tochter des Magdeburger Bürgermeisters Moritz Lentke und dessen Frau Sophia († 7. Juni 1606), einer Tochter des Wittenberger Professors Nicolaus Thodenus. Aus dieser über 9 Jahre währenden Ehe sind die Kinder bekannt:
- männliche Totgeburt am 19. Februar 1628
- Conrad Carpzov I (starb früh)
- Conrad Carpzov II (begr. 21. Mai 1630)
- Hedwig Carpzov (begr. 23. Januar 1632)
- Anna Sophia (* 8. August 1631; † 25. August 1631 in Wittenberg)
- Benedict Carpzov
- Moritz Carpzov (1624–1667)
- Hedwig Carpzov († 1632)
- Magdalene Carpzov, († 19. Februar 1647 in Halle (Saale))

Daraufhin heiratete er 1632 Christiane Elisabeth Clausbruch.

## Werke
- Disputatio inauguralis de Decimis. Boreck, Wittenberg 1629. (Digitalisat)
- Tractatus Duo De Regalibus sive Juribus ad Imperatoris Romano-Teutonici Majestatem pertinentibus. Hübner, Halle  1678. (Digitalisat)
- Tractatus de Pare Religiosa